# Borżawśka kolej wąskotorowa
Borżawśka kolej wąskotorowa (ukr.: Боржавська вузькоколійна залізниця) – kolej wąskotorowa w obwodzie zakarpackim na Ukrainie. Jest częścią Kolei Lwowskiej. Znajduje się na linii Wynohradiw – Chmilnyk – Irszawa.
Pierwszy etap Borżawskiej kolei wąskotorowej został oddany do użytku 23 grudnia 1908 roku. Kolej służyła przede wszystkim do transportu drewna z masywów Połonina Borżawa i Wielkiego Dołu na Nizinę Zakarpacką w celu dalszego transportu i obróbki.
Główna gałąź biegła wzdłuż rzeki Borżawy, od której wzięła się nazwa kolei. W górnym biegu rzeki szlak rozgałęział się, które prowadziły do wyrębów górskich. Obecnie nadal działają filie w Wynohradiw-Chmilnyk-Irszawie i Berehowo-Chmilnyk. Kolej nadal służy do przewozu towarów (w tym drewna), ale także do ruchu pasażerskiego. Pociągi pasażerskie składają się z lokomotywy i kilku (1-4) wagonów. Od sierpnia 2018 r. między miastem Wynohradiw a stacją Chmielnik odbywa się regularny ruch pasażerski.

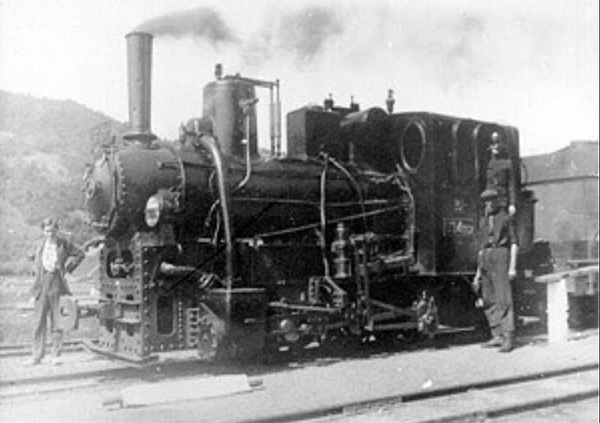
Lokomotywa U34.002, st. Kusznycia
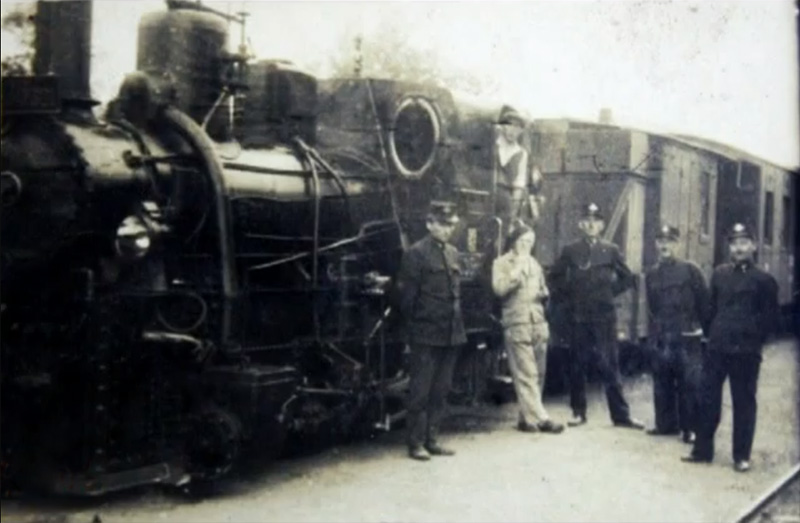
Lokomotywa U35.301, st. Irszawa
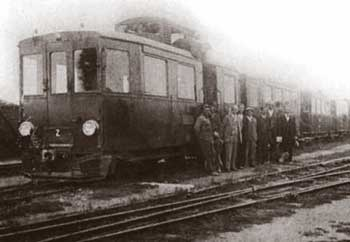
Pociąg М 11.0
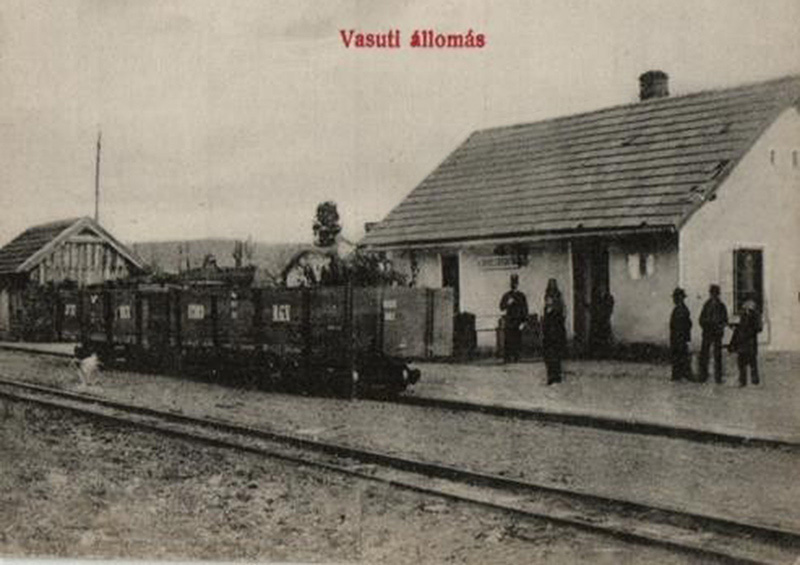
BGV, st. Silce. 1911 r.
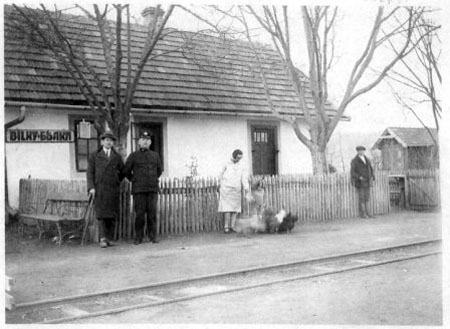
St. Biłky, 1930 r.
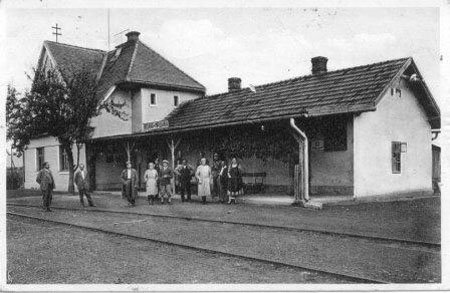
St. Irszawa, 1930 r.
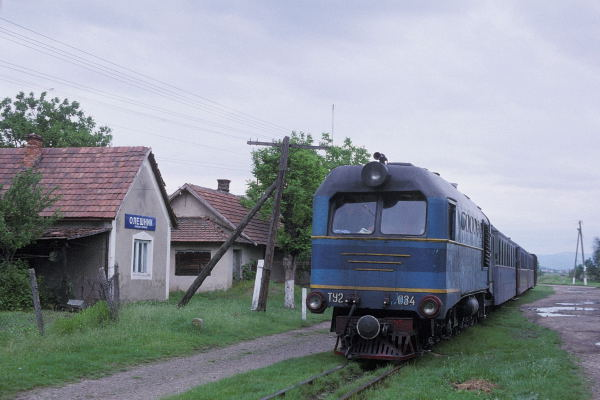
W wiosce Ołesznyk
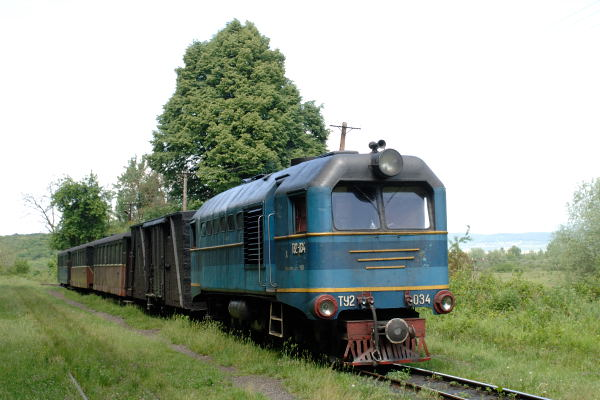
W wiosce Chmilnyk
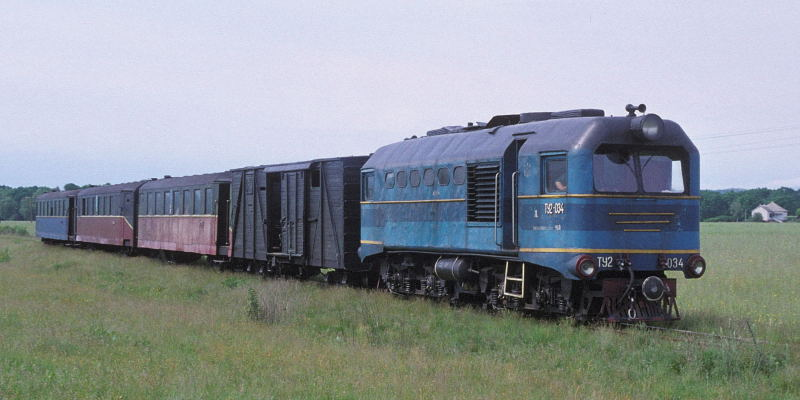
ТУ2-034 na st. Ołesznyk
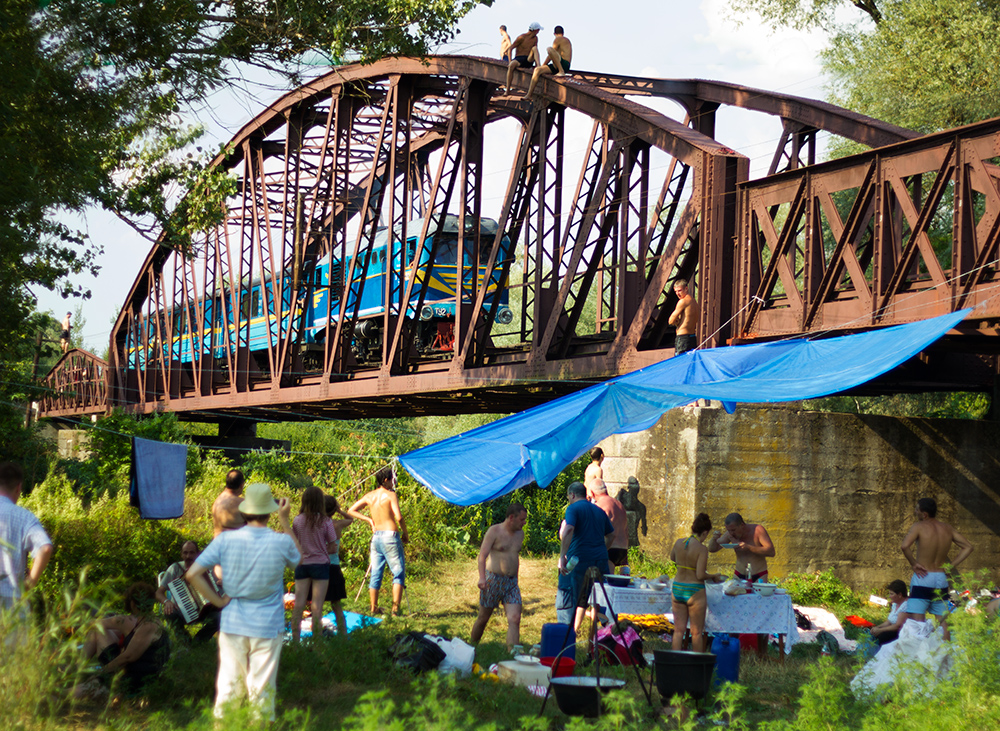
St. Chmilnyk, 2012 r.